# Эффигия

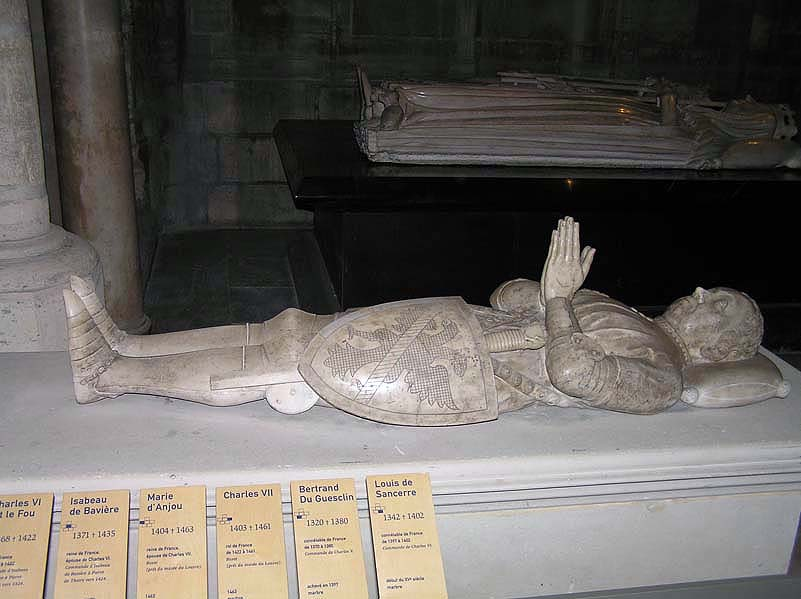
Эффигия полководца Столетней войны Бертрана Дюгеклена (1320—1380) в парижской церкви Сен-Дени

Эффи́гия (лат. effigies — изображение, буквальное отражение, кукла) — жанровая форма скульптурных надгробий композиционного типа транзи (фр. transi — оцепеневший), в которых тело усопшего показывали лежащим, как бы спящим, но с портретными чертами. Эффигия точно соответствовала внешности покойника и это сходство побуждало людей к поминальным молитвам об умершем, обеспечивавшим, как тогда считалось, более быстрое искупление его души от мук чистилища. Часто фигуры эффигий изображали со скрещёнными руками или соединёнными в молитве ладонями. Эффигией также называли куклу усопшего, которая использовалась в ритуальных целях.

## История

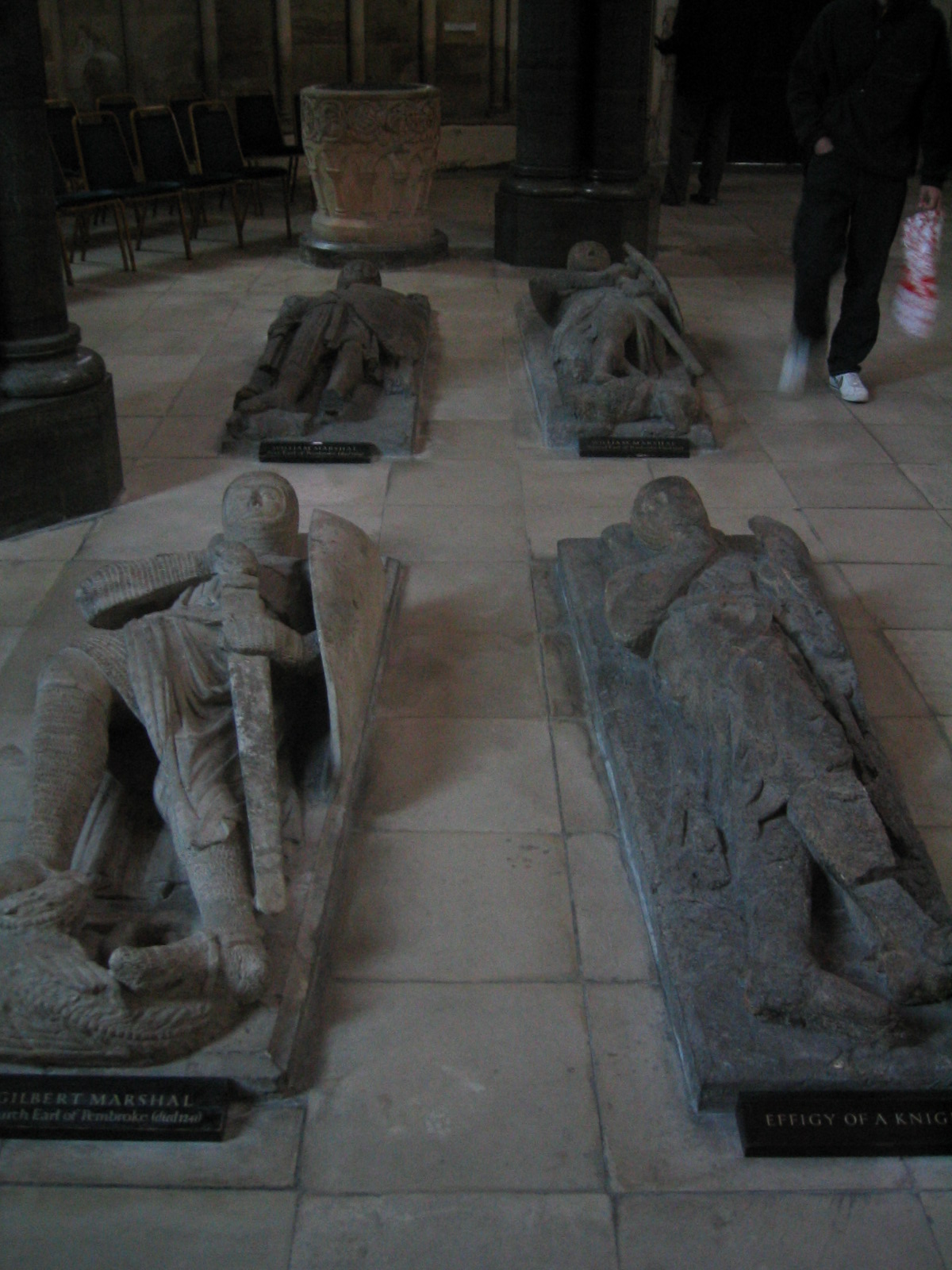
Рыцарские скульптурные надгробия-кенотафы в церкви Темпла, Лондон

Своеобразными предшественниками эффигий, вероятно, были этрусские надгробия, как правило изображавшие усопших в полноразмерную или уменьшенную величину, возлежащими в горизонтальной позе на боку и как бы участвующих в погребальной трапезе.

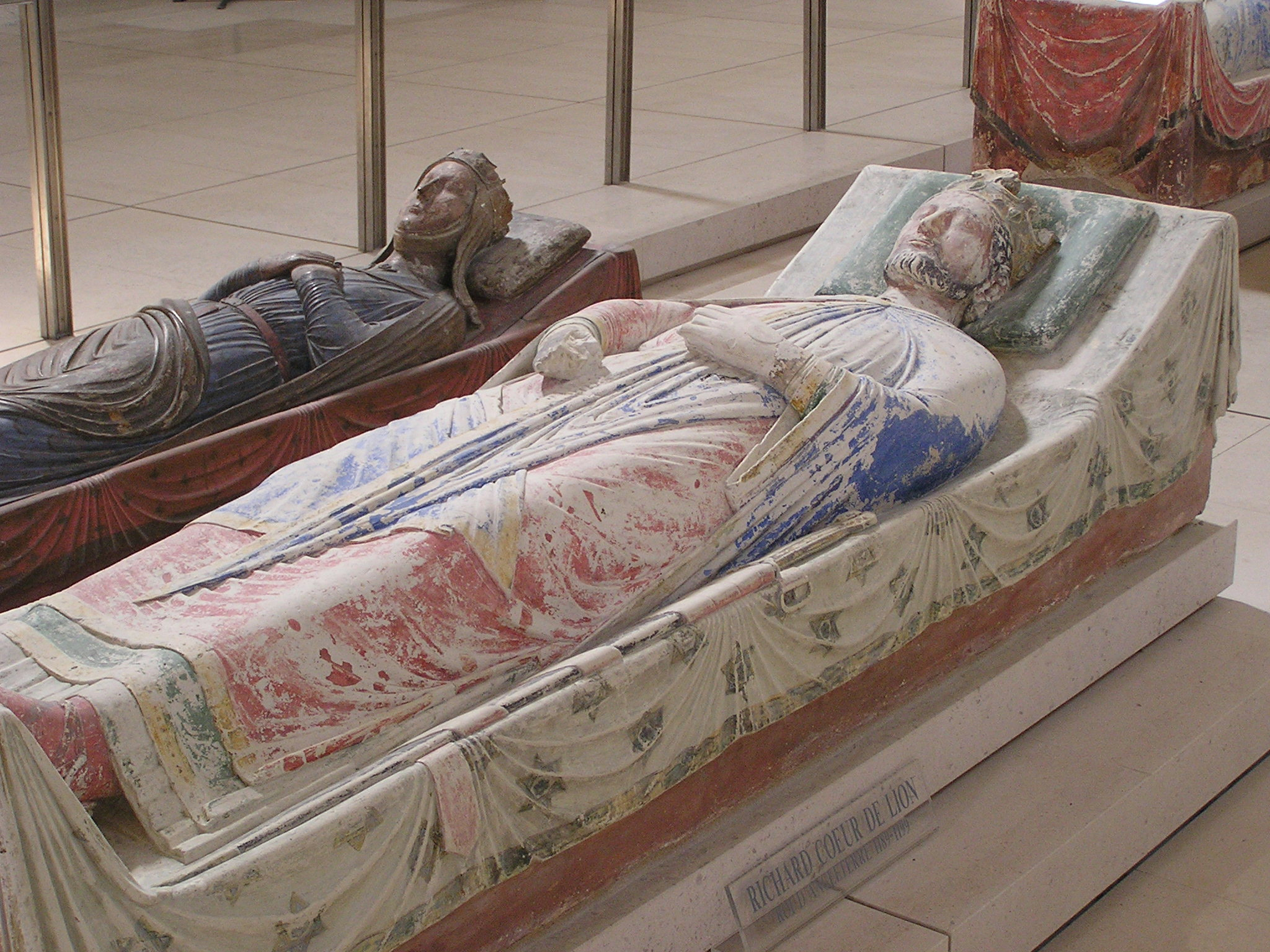
Надгробия Ричарда Львиное Сердце и Изабеллы Ангулемской в соборе аббатства Фонтевро

В искусстве стран Западной Европы до распространения эффигий крышки гробниц представителей церковной и светской знати нередко украшали плоскими латунными брассами с изображениями усопших. В средневековой Европе также существовал обычай публичной казни эффигии (куклы) преступника, в случае, когда ему удавалось скрыться от правосудия. Предполагалось, что эта позорная процедура окажет соответствующее влияние на дальнейшую личную судьбу преступника.

### Использование эффигий в похоронных ритуалах монархов
Наиболее ранним известным случаем использовании королевской эффигии следует считать похороны Эдуарда II (1327 год), после чего такая практика стала регулярной для англичан. Кости и плоть английского короля, согласно обычаю (лат. mos teutonicus), были раздельно доставлены из Руана (возможно, из Сен-Дени) в Вестминстерское аббатство, а эффигия, заменявшая тело монарха, покоилась при этом на крышке гроба.
Во Франции эффигии стали применяться значительно позднее и под влиянием англичан. Первый известный случай относится к погребальной церемонии Карла VI (1422 год). В последующем практика использования эффигии во Франции частично обновлялась (Карл VIII, 1498 год) и достигла новой стадии в похоронной процессии Франциска I (1547 год), повторенной и в ходе погребения Карла IX (1574 год).
Именно тогда эффигия впервые была использована для церемонии презентации тела усопшего монарха в официальных одеждах и под государственными символами. В течение одиннадцати дней функцию презентации тела усопшего выполняла изготовленная по этому случаю эффигия, изображавшая Франциска I, облачённая в парадные одежды государя. Водружённой на специально сооруженный постамент, выставленный в salle d’honneur, ей прислуживали первые люди королевства, подававшие привычную еду кукле монарха как его прижизненные слуги. На двенадцатый день эффигию заменил гроб с телом монарха.
В более позднем периоде специально изготовленные для похоронной процессии Генриха VII и его сына Генриха VIII эффигии с этой целью не применялись. Относительно посмертных изображений Эдуарда VI и его сестры Марии Тюдор сохранившиеся сведения весьма противоречивы. Известно, что эффигия, изображавшая старшую дочь Генриха VIII, представляла собой скульптурное изображение королевы во весь рост и была выставлена в Вестминстерском аббатстве для всеобщего обозрения вплоть до коронации Елизаветы Тюдор. В настоящее время (2013) в Вестминстерском аббатстве выставлена лишь голова подлинной эффигии Марии; но также и тело эффигии сохранилось в хранилище.
Сохранившиеся эффигии рыцарей и полководцев являются важным источником для современных историков-оружиеведов, изучающих вооружение, доспехи и одежду средневековых армий.

## Эффигии в русском изобразительном искусстве
В России горизонтальные изображения человека на крышках надгробий появились с XVI века, то есть позже, чем в Европе. Это были «лежачие» изображения святых на крышках рак, но их позы напоминали стоящие фигуры. В более позднее время в России эффигии были также редки и как правило связаны с неправославными конфессиями. По данным искусствоведа Ольги Матич, в Санкт-Петербурге эффигий сохранилось лишь две, обе находятся на Лазаревском кладбище. Это надгробия капитана Иоганна фон Рейссига и баварского врача Густава Адольфа Магира. «Надгробие В. Э. Борисову-Мусатову» в Тарусе Ольга Матич называла «самой необычной российской „эффигией“». То, что надгробие было установлено лишь в 1910 году (через пять лет после смерти художника), она объясняла сопротивлением церкви изображению нагого подростка. Единственной московской эффигией было несохранившееся надгробие генерала А. Ф. Багговута, находившееся на Новодевичьем кладбище и являвшееся, вероятно, репликой петербургского памятника И. фон Рейссигу.

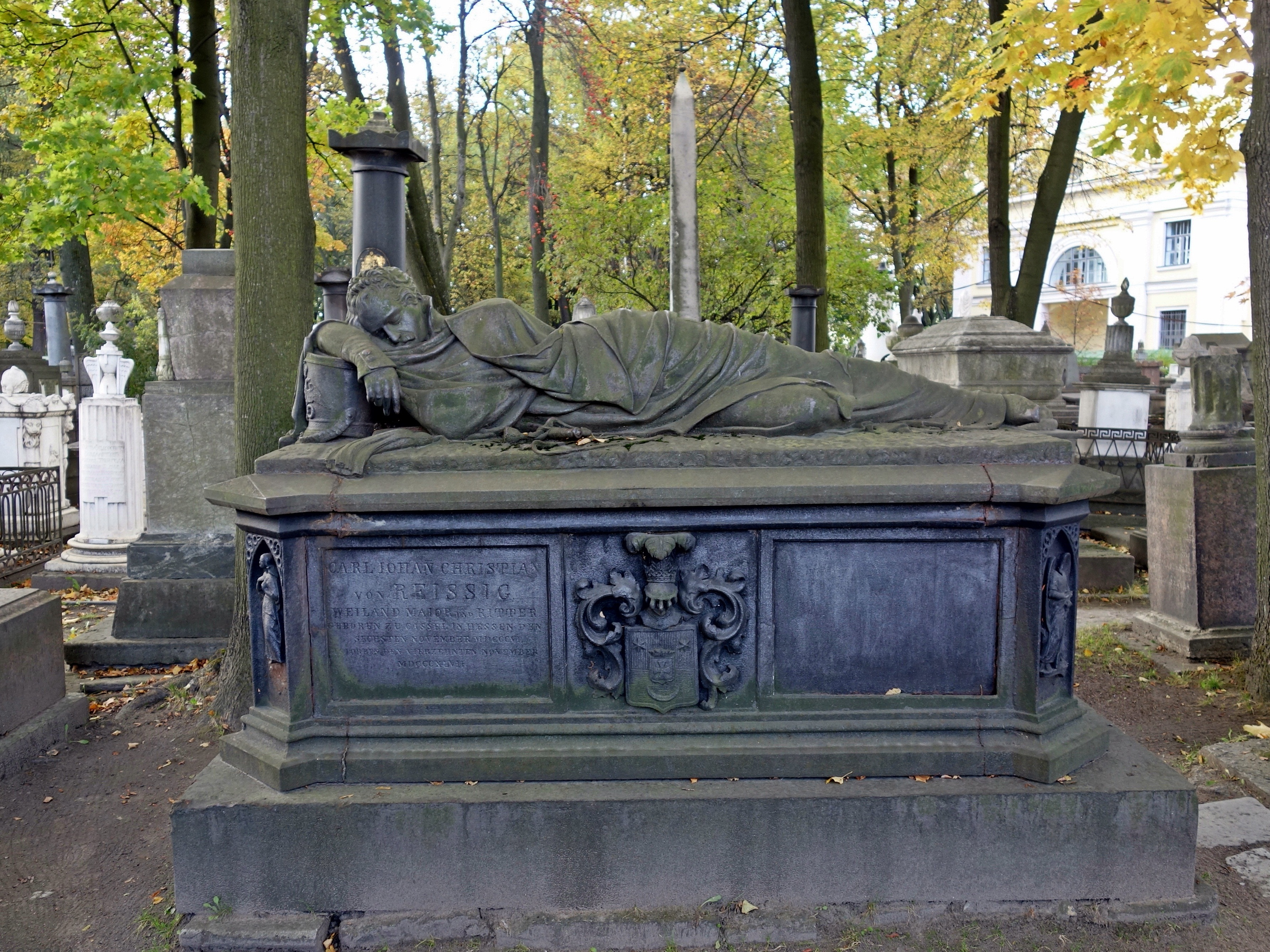
Надгробие И. фон Рейссига
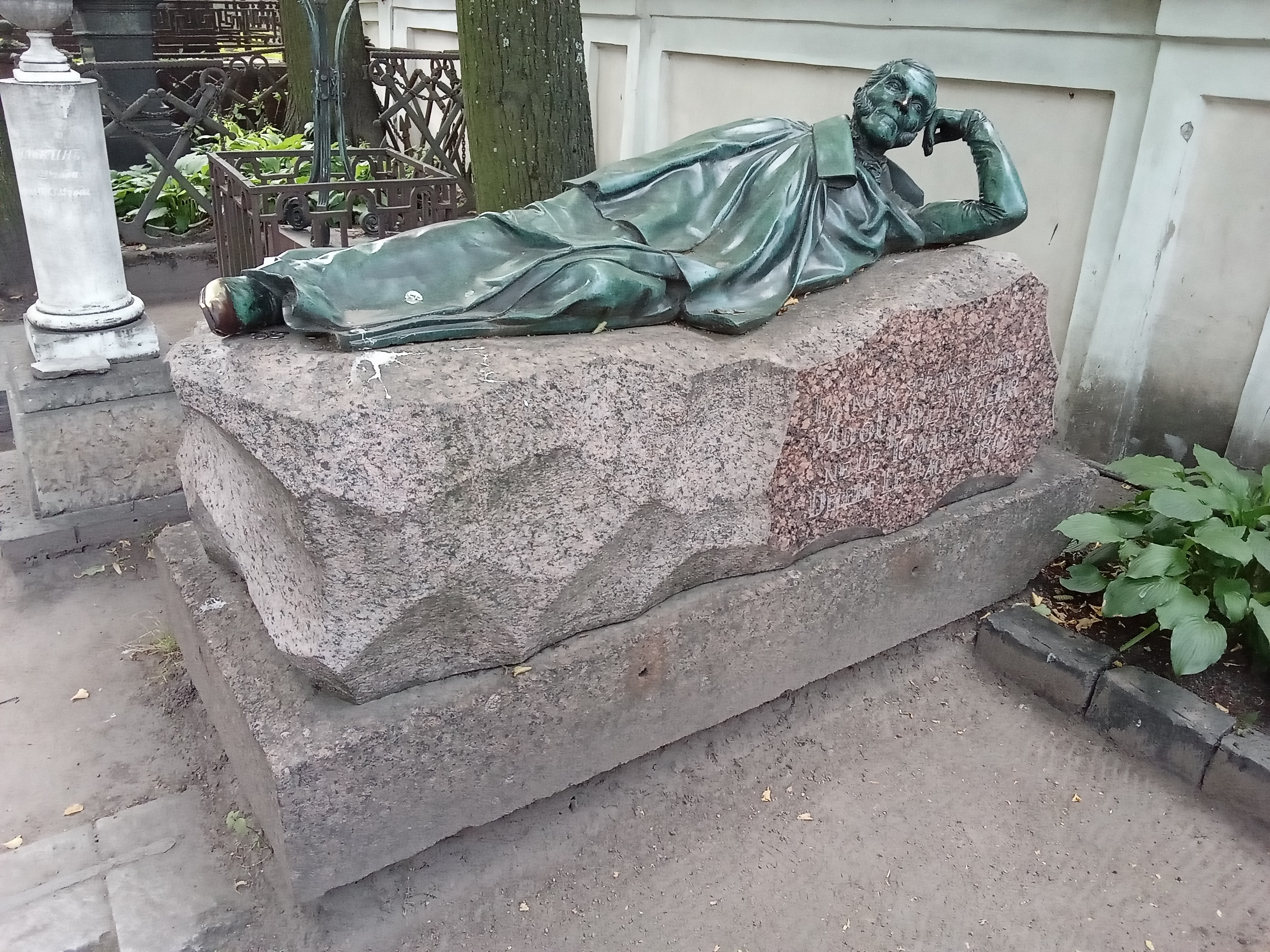
Надгробие Г. А. Магира
Надгробие В. Э. Борисова-Мусатова